# يحيى هندي
يحيى هندي، (14 ديسمبر 1966) أمريكي مسلم من أصل فلسطيني، ولد في كفل حارس في محافظة نابلس في الضفة الغربية. يعمل إمامًا للمسلمين في [جامعة جورجتاون]، وهو رئيس المجلس الفقهي لشمال أمريكا ورئيس المؤتمر العام لشؤون المسلمين؛ كما يعمل أيضا كإمام في مسجد فرديريك، بولاية مريلاند، كما أنه يعمل في المركز القومي البحري الطبي، وهو عضو ومتحدث في منظمة الشورى في الإسلام في شمال أمريكا.

## أعماله
حصل على شهادة علوم الشريعة من الجامعة الأردنية، عمان، الأردن (1985-1988). حصل على شهادة الماجستير والدكتوراه من جامعة هارتفورد في ولاية كنتيكت بموضوع مقارنة الأديان (1991-1998).
عمل بعد تخرجه من الجامعة الأردنية كإمام لمسجد الهداية في عمان. ثم انتقل إلى الولايات المتحدة ليعمل في جامعة تكساس كمساعد تدريس في قسم اللغات الشرقية والأفريقية (أكتوبر 1992 - أغسطس 1993). وعمل بعدها مجموعة من الأعمال السريعة كترجمة الوثائق وتعليم اللغة العربية. كما عمل من أغسطس 1994 إلى نوفمير 1994 كمدرس لدورة في مدارس الأقصى الإسلامية في فليدلفيا، بنسلفينيا. في الفترة من يناير 1995 إلى يونيو 1996 عمل كإمام في المركز الإسلامي في شارلوت، كارولاينا الشمالية.
له الكثير من المقالات في موضوعات متنوعة: المراة في الإسلام، المراة والعلاقات الجنسية في الإسلام، المسيح، والدين والإسلام في الولايات المتحدة الأمريكية. كما قدم الكثير من المحاضرات عن الأديان، وعن موضوعات أخرى في الولايات المتحدة الأمريكية، آسيا، أوروبا، والشرق الأوسط. كما قابل عدة رؤساء أمريكيين، وخاصة جورج بوش بعد أحداث 11 سبتمبر 2001، وزار الكنيسة مرارا كما أنه زار كنيس اليهود.
يتم استضافته ضمن القنوات المتلفزة كخبير في شؤون الإسلام وإمام مسلم.